# Josep de Suelves i de Montagut
Josep de Suelves i de Montagut (Tortosa, 27 d'agost de 1850 - Madrid, 4 d'abril de 1926) fou un aristòcrata, militar i polític català, novè marquès de Tamarit i primer vescomte de Montserrat, fill de Joan de Suelves i d'Ustáriz.

## Biografia
Important propietari agrícola, va lluitar en la tercera guerra carlina com a oficial d'enllaç del pretendent Carles VII, a qui acompanyà en el seu exili a França. El pretendent carlí el va ascendir a tinent coronel i li concedí el vescomtat de Montserrat, títol que fou reconegut oficialment a Espanya per Francisco Franco en 1954. Posteriorment acompanyà al pretendent als Estats Units i a Mèxic. El 1877 s'entrevistaren amb el tsar Alexandre II de Rússia i participaren en la Guerra russoturca, participà en el setge de Nicòpol i en la Setge de Plevna com a part de l'estat major del rei Carles I de Romania.
A la mort del seu oncle en 1886 va tornar a Catalunya, assumint el títol de marquès de Tamarit (tot i que no el va obtenir oficialment fins a 1903), i va viure al castell d'Altafulla. Fou el cap de Comunió Tradicionalista a la província de Tarragona i com a tal elegit diputat a les eleccions generals espanyoles de 1896, 1898 i 1901. Dins el seu partit fou dels dirigents que donaren suport a l'aliança amb Solidaritat Catalana a les eleccions generals espanyoles de 1907.